# Timo Kotipelto
Timo Antero Kotipelto (Lappajärvi, 15 maart 1969) is de zanger van de Finse powermetal-band Stratovarius. Tevens is hij de oprichter en zanger van de powermetal band Kotipelto. Ook zingt hij bij Cain's Offering en treedt hij op met Netta Skog.

## Biografie
Kotipelto ging zich op zijn 13e reeds bezighouden met muziek. Hij studeerde zangkunst aan het pop/jazz-conservatorium in Helsinki. Hij zong tijdelijk voor de amateur coverband Filthy Asses.
In de zomer van 1994 deed hij auditie als zanger voor de band Stratovarius en kreeg de positie. Kort na zijn komst brak de band internationaal door. In 1995 nam hij het eerste album op met de band, getiteld Fourth Dimension.
Eind 2003 nam Kotipelto afstand van Stratovarius na een intern conflict tussen de leden, met name tussen Kotipelto en gitarist Timo Tolkki. In januari 2005 werd de ruzie bijgelegd en trad Kotipelto weer op met de band voor hun live-tour in Noord-Amerika, Zuid-Amerika, Europa en Azië.
In 2002 begon Kotipelto met zijn eigen soloproject genaamd Kotipelto. Tot dusver heeft hij met dit project drie albums uitgebracht: "Waiting For The Dawn", "Coldness" en "Serenity". Kotipelto trad ook op met Rod Kresp, de zanger van The Vault in Brazil.
Naast zijn optredens met Stratovarius en Kotipelto, trad Timo Kotipelto ook op als achtergrondzanger voor Sonata Arctica's album Silence, en als hoofdzanger voor het lied "Out of the White Hole", op Ayreon’s album Universal Migrator Part 2: Flight of the Migrator.

## Discografie

### Met Stratovarius
- Fourth Dimension (1995)
- Episode (1996)
- Visions (1997)
- Visions of Europe (Live, 1998)
- Destiny (1998)
- The Chosen Ones (Compilation, 1999)
- Infinite (2000)
- Infinite Visions (DVD, 2000)
- Intermission (2001)
- Elements, Pt. 1 (2003)
- Elements, Pt. 2 (2003)
- Stratovarius (2005)
- Polaris (2009)
- Elysium (2011)
- Nemesis (2013)
- Eternal (2015)
- Enigma(Intermission 2) (2018)

### Solo
- Waiting For The Dawn (2002)

"Beginning" (2002) - single
- Coldness (2004)

"Reasons" (2004) - single
"Take Me Away" (2004) - single
- Serenity (2007)

"Sleep Well" (2006) - single

### Met Cains Offering
- Gather the Faithful (2009)
- Stormcrow (2015)